# Vampir (mitologie)

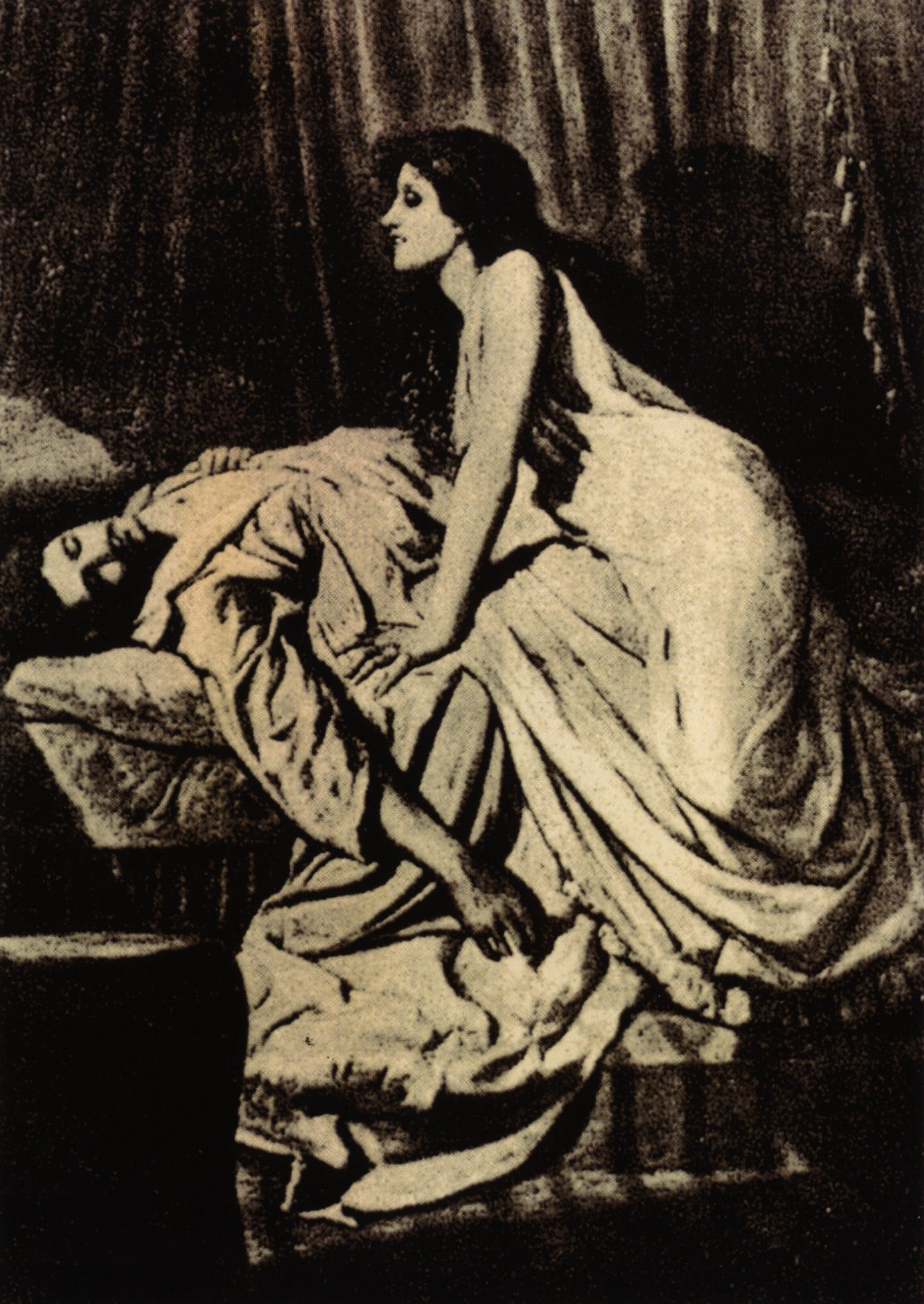
Vampirul, celebra lucrare a lui Philip Burne-Jones

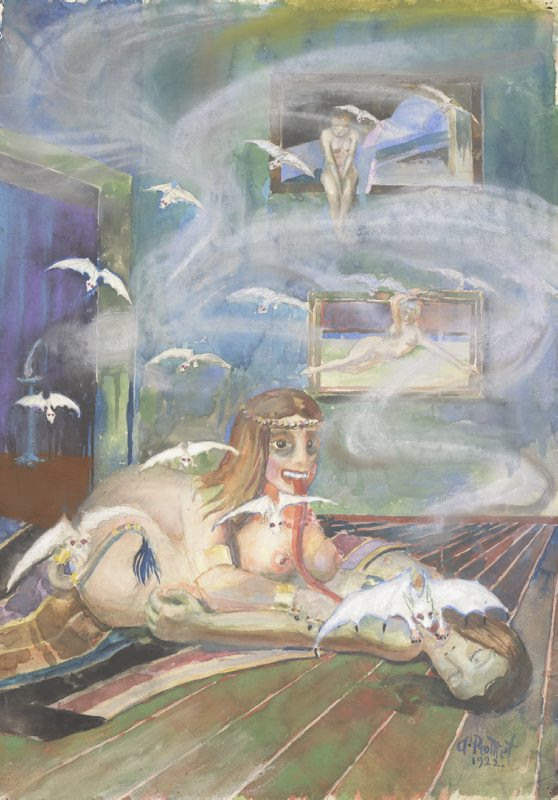
Vampiir (Aleksander Promet, 1922)

Vampirii sunt ființe mitologice sau folclorice, care subzistă prin hrănirea în special cu sânge de la creaturi vii, indiferent dacă sunt strigoi sau persoane în viață.
Cu toate că entitățile vampirice au fost înregistrate în multe culturi și, conform speculațiilor istoricului literar britanic Brian Frost, ce crede că: „vampirii și demonii sunt la fel de vechi ca și omul însuși”, ajungându-se până la „vremurile preistorice”. 
Termenul de "vampir" devine popular la începutul secolului al XVIII-lea, după un aflux de superstiții vampirice în Europa de Vest din zonele unde legendele despre vampiri au fost frecvente, cum ar fi Balcani și Europa de Est, deși variante locale au fost, de asemenea, cunoscute sub nume diferite, cum ar fi în Serbia și Bulgaria (вампир) și vrykolakas ("vârcolac") în Grecia și "strigoi" în România. Această creștere a nivelului de superstiții în Europa, a dus la o isterie în masă și, în unele cazuri, oamenii au fost acuzați de vampirism
În timp ce vampirii folclorici din Balcani și Europa de Est au avut o gamă largă de înfățișări, de la cea aproape umană până la cea la cadavru în putrefacție, a fost succesul lui John Polidori, cu romanul The Vampyre (1819) ce a înfățișat un vampir de ficțiune, carismatic și sofisticat, așa cum în secolul al XIX-lea apare în lucrări inspirate ca Varney, the Vampire și Dracula. 
Romanul lui Bram Stoker, "Dracula", din 1897, este amintit ca romanul vampir chintesență, care a furnizat baza de ficțiune pentru vampirul modern. 
Imaginea vampirului din epoca victoriană a fost preluată și în epoca contemporană în filme, jocuri video și literatură.
Tematica vampirului prezent în literatura horror a fost studiată de scriitoarea britanică Susan Sellers.

## Etimologie
Originea cuvântului modern „vampir” provine de la termenul ubir/upiór, unde upiór înseamnă hortdan, vampir sau vrăjitoare în miturile lumii turcice și slave și se presupune a proveni din zona râului Volga-Idil și stepa ponto-caspică și s-a răspândit în stepele eurasiatice odată cu migrațiile kipchak-cumane. Cuvântul modern „vampir” este derivat din limbile slavă veche și turcice de la forma „онпыр (onpyr)”, cu adăugarea sunetului „v” în fața vocalei (on), caracteristică a limbii bulgare veche. În limba bulgară este впир („vpir” sau „onpyr”, „vopir”, „vpir”, „upir” sau „upierz”).

## Concepții privind apariția vampirilor
Cauzele de transformare în vampir au fost numeroase și variate în folclorul original. 
În slava și tradițiile chineze, orice cadavru care a fost sărit de un animal, în special câine sau pisică, a fost temut să devină unul dintre nemuritori. Un corp cu o rană ce nu a fost tratată cu apă fierbinte era de asemenea un risc. 
În folclorul rusesc, vampirii s-au spus că au fost o dată vrăjitoare sau oameni ce s-au răzvrătit împotriva Bisericii în timp ce ei erau în viață.
Practicile culturale au apărut de multe ori, pentru a putea preveni transformarea unei persoane iubite într-un vampir. Îngroparea unui cadavru cu susul în jos a fost răspândită, așa cum a fost plasarea de obiecte pământești, cum ar fi coase sau seceri, lângă mormânt pentru a satisface orice demon care intra în corpul său. În cea mai întâlnită legendă se spune că primul vampir a fost creat de un demon.

## Identificarea vampirilor
Multe ritualuri elaborate au fost utilizate pentru a identifica un vampir. O metodă de a găsi mormântul unui vampir implica conducerea unui băiat virgin printr-un cimitir, sau al unui armăsar virgin. De obicei aceștia erau de culoare neagră, dar în Albania sunt de culoare albă. Găurile care apar în pământ peste mormânt au fost luate drept ca un semn de vampirism. Cadavre bănuite că ar fi vampiri au fost, în general, descrise ca având un aspect mai sănătos, grăsuț, ce nu prezintă semne de descompunere. În unele cazuri, atunci când mormintele suspecte au fost deschise, sătenii au descris cadavrele având sânge proaspăt de la o victimă pe toată fața acestuia.

## Metode de protecție

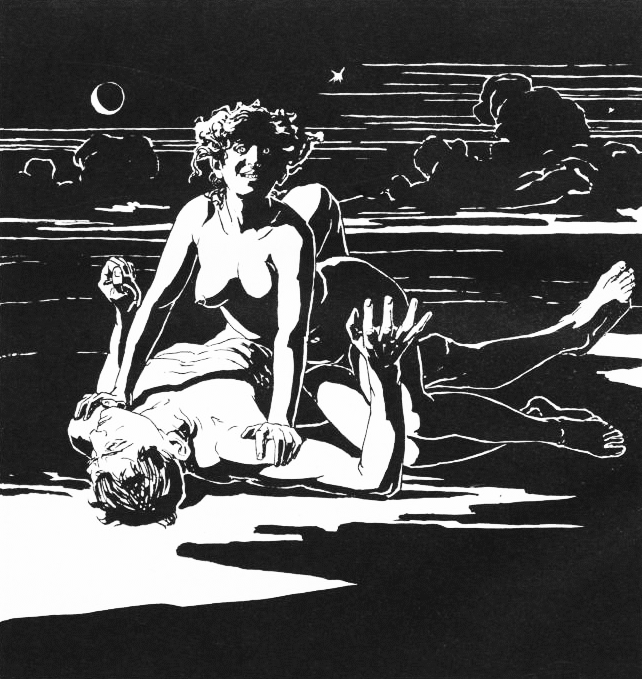
Vampir, desen al lui Ernst Stöhr, în "Ver Sacrum", 1899.

Usturoiul sau apa sfințită sunt obișnuite în folclor. Elementele variază de la o regiune la alta. În Europa, se folosește o ramură de trandafir și păducel, sau o stropitură cu semințe de muștar pe acoperișul casei îi ține pe aceștia departe. Alte obiecte sunt cele sacre, cum ar fi, de exemplu: un crucifix, rozariul sau apa sfințită.
Vampirii sunt în imposibilitatea de a merge pe un teren sacru, cum ar fi biserica sau templul.
Metodele de distrugere a vampirilor variază. În Rusia și statele baltice, aceștia pot fi omorâți cu o așchie de lemn. Potentații vampiri pot fi omorâți adesea în inimă, deși în Rusia și Germania locul cel mai sensibil este gura, iar în nord-estul Siberiei stomacul.
Decapitarea este metoda preferată în zonele germane și slave. Cu capul îngropat între picioare, în spatele feselor sau departe de corp. Acest act a fost văzut ca o modalitate de accelerare a plecării sufletului.
Alte măsuri incluse: turnarea apei clocotite corp sau incinerarea completă a acestuia. În Balcani, un vampir poate fi ucis fiind împușcat, înecat, stropit cu apă sfințită sau prin exorcism. 
Usturoiul, în România, poate fi introdus în gura, și recent, în secolul al XIX-lea, s-au luat  măsuri de precauție de a se trage un glonț prin sicriu. Pentru cazurile de rezistență, organismul era dezmembrat și ars, iar piesele arse, amestecate cu apă erau administrate membrilor familiei drept cură.
Deși nu în mod tradițional, oglinzile au fost folosite și ele pentru a îndepărta vampirii atunci când sunt plasate spre exteriorul unei uși (în unele culturi vampirii nu au reflexie și, uneori, nu fac umbră, probabil ca o manifestare a lipsei de suflet).
Unii susțin, de asemenea, că un vampir nu poate intra într-o casa decât dacă este invitat de proprietar, deși după invitație poate intra și ieși de câte ori dorește. Deși vampirii din folclor au fost considerați mai activi noaptea, aceștia sunt foarte vulnerabili la lumina soarelui. Iar vorba cum că ei se transformă în lilieci este improbabilă, după spusele mai multor persoane. Sursele de informare despre acest subiect s-au multiplicat în ultimii 5 ani, din cauza curiozității multor persoane.

## În literatură
Scriitorii au profitat de faptul că, în prezent, adolescenții sunt foarte interesați de acest subiect, în ultimii ani apărând pe piață destul de multe cărți în care este vorba despre această creatură mitologică. Exemple: "Amurg" de Stephenie Meyer, "Jurnalele vampirilor" de L.J. Smith , "Ucenicul vampirului" de Darren Shan, "Cronicile vampirilor" de Anne Rice, "Academia Vampirilor" de Richelle Mead, ”Casa nopții” de P.C. Cast și Kristin Cast, "Vampirii din Morganville" de Rachel Caine, "Vampirii Sudului" de Charlaine Harris, "Cărțile sângelui", "Blue Blood" de Melisa de la Cruz, "Nici moartă, nici măritată" etc. Totuși, subiectul nu reprezintă nici pe departe apanajul literaturii adolescentine, capodopere ca Dracula de Bram Stoker, Carmilla de Joseph Sheridan Le Fanu, Salem's Lot de Stephen King sau Dream Fevre de G.R.R. Martin reprezentând repere ale genului. 
În literatura română, tema vampirului este utilizată frecvent atât de către autorii clasici, cât și de către cei contemporani. Exemple notabile: povestirile lui Liviu Radu și Costi Gurgu, nuvelele "Domnișoara Christina" de Mircea Eliade, "Hotelul Sfinților" de Costi Gurgu și "Cântecul zorilor" de Ana-Maria Negrilă, romanele "Zogru" de Doina Ruști, "...Și la sfârșit a mai rămas coșmarul" de Oliviu Crâznic, "Cerneală și sânge" de Ștefana Czeller , seria "Nemuritor" de O.G. Arion etc.

## Metamorfoză
În mod normal vampirii se pot transforma în animale de pradă, precum lupi, lei, gheparzi etc. sau chiar într-o formă mai bizară de vârcolac. Unii vampiri mai puternici se pot transforma în lilieci giganți, ceață verde, dragoni sau chiar grifoni. Majoritatea vor vâna sub formă de demoni cu aripi uriașe, coarne și trupuri zvelte, uneori roșii sau negre.